# Pomožne zgodovinske vede
Pomožne zgodovinske vede so sestavni del zgodovinopisja kot samostojne znanosti. Naloga pomožnih zgodovinskih ved je pomagati zgodovinarju pri preučevanju zgodovine in zgodovinskih virov.

## Seznam pomožnih zgodovinskih ved
- arheologija, veda o arheoloških najdiščih in njihovih artefaktih (se razvila v samostojno vedo)
- arhivistika, veda o ureditvi in vzdrževanju arhivskega gradiva
- arhontologija, veda, ki preučuje vladavine
- diplomatika, veda o zgodovinskih listinah
- epigrafika, veda o zgodovinskih napisih
- faleristika, veda o vojaških činih in odlikovanjih
- filatelija, veda o znamkah
- filologija, veda o jezikih, ki so zapisani v zgodovinskih virih (se razvila v samostojno vedo)
- genealogija, veda o rodbinskih povezavah
- heraldika, veda o grbih
- insigniologija, veda o predmetih, ki predstavljajo znamenja oblasti
- ikonologija, veda o razlagi podob
- kodikologija, veda o kodeksih
- kronologija, veda o časovnem zaporedju zgodovinskih dogodkov in o pretvarjanju različnih časovnih enot oziroma koledarjev
- meroslovje, veda o merskih enotah in pretvarjanju med njimi
- nobilistika, veda o plemiških nazivih
- numizmatika, veda o denarju
- paleografija, veda o pisavah
- sfragistika, veda o pečatih
- toponomastika, veda o krajevnih imenih
- veksikologija, veda o zastavah